# Tomás Rodríguez Bachiller
Tomás Rodríguez Bachiller   (Hong Kong, 10 de novembre de 1899 - Madrid, 9 de juliol de 1980) va ser un matemàtic espanyol.

## Vida i Obra
Fill d'un diplomàtic, Rodríguez Bachiller va néixer a Hong Kong, però va ser educat a Ayamonte (Huelva) i a Madrid. Va fer estudis universitaris de matemàtiques (1916-1922) i d'enginyeria civil (1918-1924). El curs 1923-1924 va estar fent ampliació d'estudis a París, tan al Collège de France com a la Sorbona. Durant la visita d'Albert Einstein a Madrid de 1923, va traduir i resumir les seves conferències amb molt d'encert, tal com va recordar el propi Einstein.
A partir de 1924 va ser professor de la Universidad Central de Madrid, essent el primer professor en donar classes de topologia. El 1929 va ingressar per oposició al cos d'enginyers geògrafs, cosa que va donar-li estabilitat econòmica, tot i que el 1932 va passar a ser supernumerari. Tot i que el seu germà, Ángel, també era sacerdot (dominic), el seu matrimoni va ser oficiat per Xavier Zubiri.
No va prendre part activa en la política, però la seva ideologia democràtica va fer que, després de la guerra civil, fos investigat pel servei de depuració franquista que el 1939 el va rehabilitar en la docència però inhabilitar per a càrrecs directius i de confiança. i el mateix li va passar el 1945 al cos d'enginyers geògrafs.
Des de 1949 fins a 1959 va ser director del Instituto de Matemàticas Jorge Juan del CSIC, però les llargues absències de Madrid que van significar la seva incorporació a la universitat de Puerto Rico, el van fer anar deixant algunes de les seves ocupacions. Es va jubilar definitivament el 1969.
La seva obra és molt escassa: sembla que de forma voluntària es va mantenir allunyat de la publicació, que va tenir una deliberada improductivitat. En canvi, gràcies al seu coneixement de l'alemany i d'altres idiomes, va ser un fervent traductor d'obres estrangeres.